# Nephodia saturata
Nephodia saturata är en fjärilsart som beskrevs av Paul Dognin 1906. Nephodia saturata ingår i släktet Nephodia och familjen mätare. Inga underarter finns listade i Catalogue of Life.